# 马尔蒂尼亚
马尔蒂尼亚（法語：Martignat，法語發音：[maʁtiɲa]）是法国东部安省的一个市镇，属于楠蒂阿区。

## 地理
马尔蒂尼亚（46°12'34"N, 5°36'32"E）面积13.25 平方千米，位于法国奥弗涅-罗讷-阿尔卑斯大区安省，该省份为法国东部省份，北起汝拉省，西北接索恩-卢瓦尔省，西接罗讷省和里昂大都会，南至伊泽尔省，东与萨瓦省、上萨瓦省和瑞士接壤。
与马尔蒂尼亚接壤的市镇（或旧市镇、城区）包括：阿普勒蒙、格鲁瓦西亚、伊泽诺尔、蒙雷阿勒拉克吕斯。

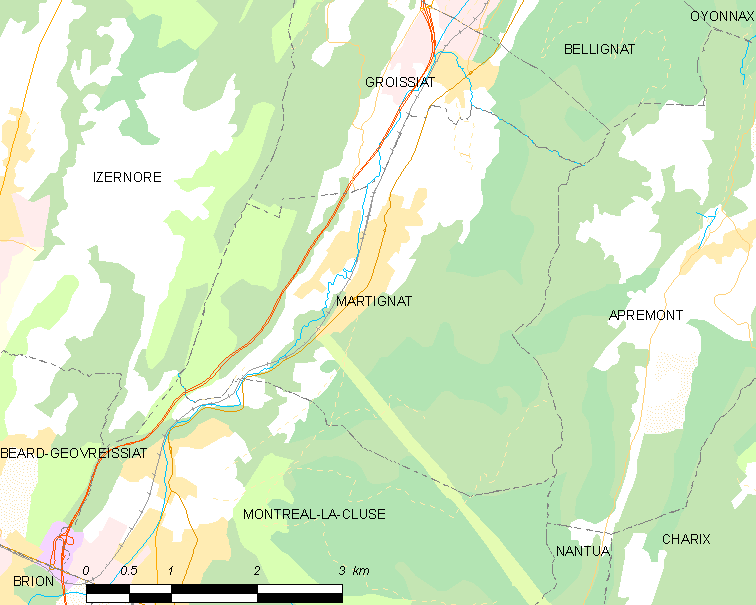
马尔蒂尼亚的OSM定位图

马尔蒂尼亚的时区为UTC+01:00、UTC+02:00（夏令时）。

## 行政
马尔蒂尼亚的邮政编码为01100，INSEE市镇编码为01237。

## 政治
马尔蒂尼亚所属的省级选区为楠蒂阿县。

## 人口

1962-2008年间马尔蒂尼亚人口变化图示

马尔蒂尼亚于2022年1月1日时的人口数量为1667人。